# 千山红镇
千山红镇，是中华人民共和国湖南省益阳市南县下辖的一个乡镇级行政单位。
最早可追溯至1952年，湖南省公安厅在大通湖农场辖区内创办的劳改农场，农场位于种福垸的民和垸。1958年，劳改农场撤走，种福垸（民和垸）划归沅江县，设立千山红人民公社，不久改称地方国营千山红农场，原南县河口乡的利厚垸、利贞垸划入。1962年，千山红农场改属湖南省农垦局，改称国营千山红农场，为县（处）级建制。
1969年，撤消湖南省农垦局。1970年元月，与大通湖、北洲子等农场改属益阳地区农场管理局，行政级别降为副县处级。1978年，湖南省农场管理局成立。原省属农场受省政府、地方政府双重领导。1986年，与原省属国营农场一起恢复县（处）级建制。2000年，益阳将大通湖、北洲子、金盆、千山红等国营农场改为镇，设立大通湖管理区。

## 行政区划
千山红镇下辖以下地区：
厚南社区、北汀社区、桥北社区、利贞村、中洲村、利厚村、白龙村、大西港村、小西港村、南河村、烂泥湖村、向南村、种福村、胜利村、小莲湖村、伍家圆村、民和村、十字港村、新裕村、西洲村、五七村、大西湖村、金沙村、东南湖村和大莲湖渔场村。